# Carl Ernst Rudolf von Gersdorff
Carl Ernst Rudolf Freiherr von Gersdorff (* 30. Juli 1803 in Groß-Glogau, Provinz Schlesien; † 22. Juni 1876 in Bad Landeck) war ein preußischer Rittergutsbesitzer und Politiker.

## Leben
Carl von Gersdorff studierte von 1825 bis 1826 an der Universität Göttingen Rechtswissenschaften und war bis 1827 Premierlieutenant im Garde du Corps in Halberstadt. Anschließend bewirtschaftete er in Meseritz das Gut Weidenvorwerk, 1836 wurde er Eigentümer der Herrschaft Tuetz bei Deutsch Krone, das er bis 1853 bewirtschaftete. 
Vom 19. Mai 1848 bis zum 15. März 1849 war er Abgeordneter für den 20. preußischen Wahlkreis Deutsch Krone in der Frankfurter Nationalversammlung. Dort zählte er zur konservativen Fraktion Café Milani. Nachfolger im Parlament war Emil Wagner.
1853 übersiedelte Gersdorff nach Berlin,  1856 zog er in die Schweiz. Im gleichen Jahr erwarb er einen Weinberg bei Dresden, wo er sich 1864 niederließ. 1874 nahm er seinen Wohnsitz in Breslau.

## Werke
- Auf welche Weise dürfte die Posener Frage am zweckmäßigsten, am günstigsten zu lösen sein, 1848.